# اداره هواپیمایی کشوری چین
اداره هواپیمایی کشوری چین (انگلیسی: Civil Aviation Administration of China) سازمان هوانوردی غیرنظامی چین است، که در سال ۱۹۴۹ توسط وزارت ترابری چین تأسیس شد.